# Giulio Antonio Santorio

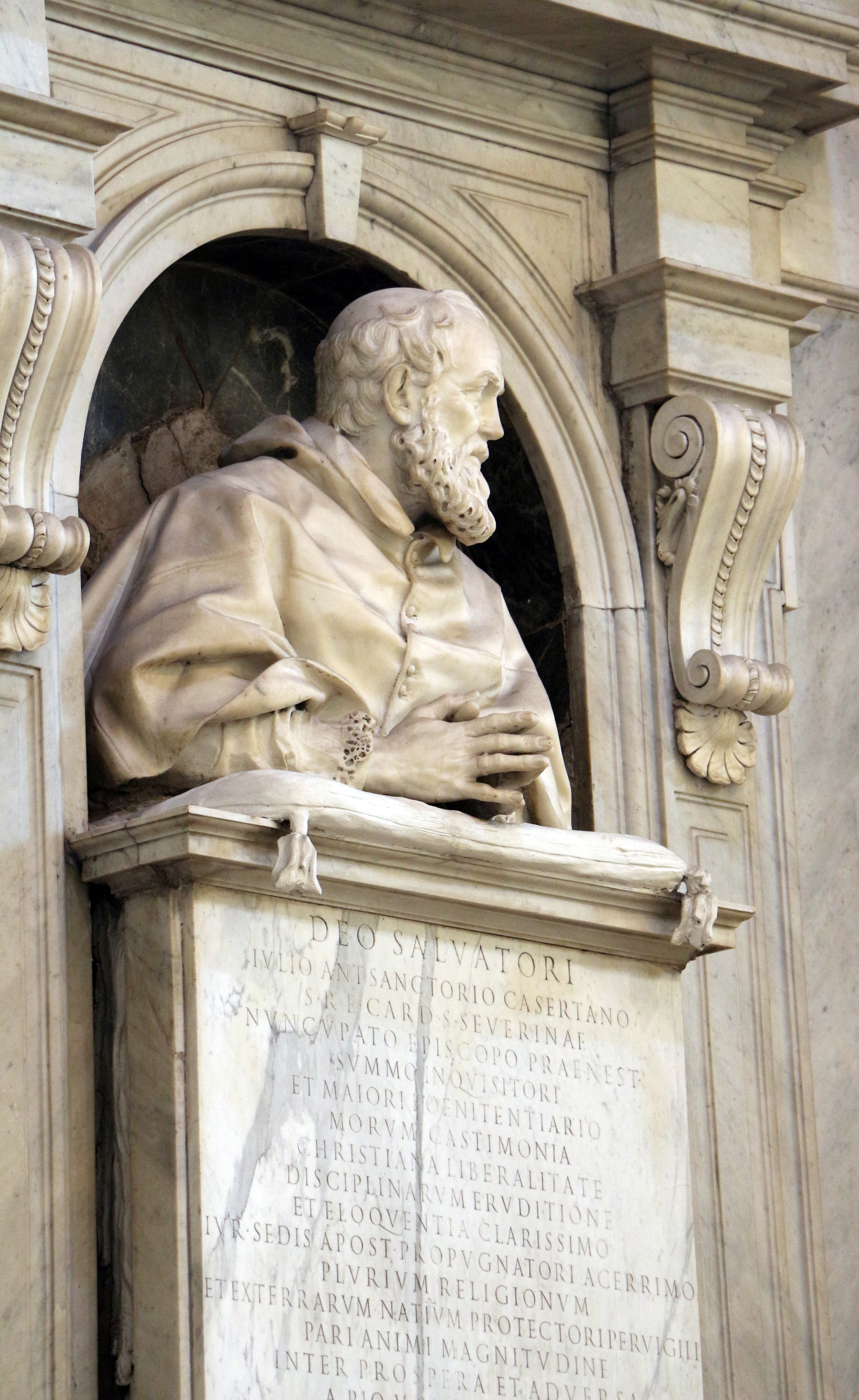
Büste des Giulio Santorio in der Kirche San Giovanni in Laterano

Wappen des Kardinals Giulio Antonio Santorio

Giulio Antonio Santorio, auch: Santori, Santoro oder latinisierend Julius Antonius Sanctorius (* 6. Juni 1532 in Caserta; †  7. Juni 1602 in Rom) war ein Kardinal der Römischen Kirche. Von 1586 bis zu seinem Tod leitete er als Großinquisitor die Römische Inquisition.

## Leben
Nachdem Santorio in Neapel Zivilrecht studiert hatte und Rechtsanwalt wurde, gab er seinen Beruf bald auf, um Priester zu werden. Nach seiner Priesterweihe 1557 war er von 1560 bis 1563 als Generalvikar seines Heimatbistums Caserta tätig und anschließend für ein Jahr Generalvikar des Erzbischofs von Neapel, Kardinal Alfonso Carafa. Schon hier war er Teil der Inquisition, drohte jedoch bald selbst ihr Opfer zu werden: Er wurde als Attentäter auf das Leben des Papstes Pius IV. angeklagt, aber freigesprochen, auch durch die Fürsprache der Kardinäle Carlo Borromeo und Michele Ghislieri, O.P., des späteren Papstes Pius V. Nach seiner Wahl zum Papst machte Pius V. ihn zu seinem Ratgeber und verlieh ihm 1566 das Erzbistum Santa Severina in Kalabrien. Am 12. März 1566 spendete ihm Scipione Rebiba die Bischofsweihe; Mitkonsekratoren waren Annibale Caracciolo, Bischof von Isola, und Giacomo de Giacomelli, ehemaliger Bischof von Belcastro. Auch nach der Erhebung zum Kardinal behielt Santoro das Bistum zunächst bei, erst 1573 verzichtete er zugunsten seines Bruders Francesco Antonio vorbehaltlich des weiteren Bezugs von Einkünften aus dem Bistum.
Im Konsistorium vom 17. Mai 1570 erhielt er von Pius V. den Kardinalshut und wurde noch 1570 zum Kardinalpriester mit der Titelkirche San Bartolomeo all’Isola erhoben. Er siedelte an die Kurie nach Rom über und gab in einer 32-jährigen Tätigkeit wirksame Impulse im Sinne der Gegenreformation. Er nahm am Konklave 1572 und vier weiteren Konklaven teil: 1585, September 1590, Oktober 1590, 1591 und 1592. Er galt zwar als papabile, aber seine Wahl zum Papst wurde in den Konklaven von 1585 (wählte Papst Sixtus V.) und 1592 (wählte Papst Clemens VIII.) von den gemäßigteren Kardinälen bekämpft, die seine energischen Reformen fürchteten.
Als Präsident der Kongregation für die Griechen setzte sich Santorio für die Reform bei den Basilianermönchen ein, die dem griechischen Ritus folgten. 1586 wurde er Nachfolger Guglielmo Sirletos als Kardinalprotektor des Basilianerordens. Schon zuvor war er Kommendatarabt des griechischen Klosters Sant’Elia di Carbone geworden und ließ 1581 lateinische Übersetzungen der griechischen Urkunden des Klosters anfertigen. Auch die Schaffung eines päpstlichen Kollegs für Alumnen aus Griechenland und dem Nahen Osten sowie aus den griechischen Sprachgebieten Süditaliens, heute griechisches Kolleg (Pontificio Collegio Greco) genannt, geht auf ihn zurück. 1584 weihte er die Jesuitenkirche Il Gesù in Rom. 1595 wies ihm Clemens VIII. die Titelkirche Santa Maria in Trastevere zu.
Als Leiter der Römischen Inquisition war er Großinquisitor und ermittelte u. a. gegen Kardinal Giovanni Morone, gegen den Philosophen Tommaso Campanella, gegen König Heinrich IV. von Frankreich und verantwortete die Todesurteile über Menocchio und Giordano Bruno.
Bei seinem Amtsantritt 1592 ernannte ihn Papst Clemens VIII. zu seinem Nachfolger im Amt des Großpönitentiars, das Santorio er bis zu seinem Tode innehatte.
1597 wurde er als Bischof des suburbikarischen Bistums Palestrina zum Kardinalbischof erhoben. Als Leiter der Congregatio super negotiis Sanctae Fidei et Religionis Catholicae, der Vorgängereinrichtung der Kongregation für die Ausbreitung des Glaubens (Propaganda Fide), setzt er sich sehr für deren Gründung ein, die aber erst 1622 Papst Gregor XV. vornahm.
Santorio, ein Mann von hoher Bildung und Kultur, war Berater von sieben Päpsten. Er hinterließ zahlreiche liturgische, geschichtliche und kirchenrechtliche Schriften, ebenso Tagebücher, die eine wichtige Quelle für die Kirchen- und Zeitgeschichte des ausgehenden 16. Jahrhunderts bilden, ein Teil von ihnen ist noch unveröffentlicht. 1586 veröffentlichte er ein Handbuch für Priester (Sacerdotale), dem als einem Vorläufer des erst 1614 veröffentlichten Rituale Romanum eine wichtige Funktion bei der Umsetzung der liturgischen Reformen des Tridentinums zukam.
Santorio wurde in der von ihm gestifteten Kapelle in der Basilica San Giovanni in Laterano beigesetzt. Sein Grabmal wird geschmückt von seiner lebensgroßen Büste, die der Bildhauer Giuliano Finelli um 1633/34 schuf.

## Filmische Rezeption
2002 entstand ein Dokudrama des FWU unter dem Titel Die geheime Inquisition: Feuer des Glaubens, das die Inquisition am Beispiel des Lebenslaufs von Santorio beschreibt.